# رونالد مارین
رونالد مارین (اسپانیایی: Rónald Marín‎؛ زادهٔ ۲ نوامبر ۱۹۶۲) بازیکن فوتبال اهل کاستاریکا بود.
از باشگاه‌هایی که در آن بازی کرده‌است می‌توان به باشگاه ورزشی کارتاگینیس و باشگاه فوتبال لیگا دپورتیوا آلاخولنسه اشاره کرد.
وی همچنین در تیم ملی فوتبال کاستاریکا بازی کرده‌است.